# لوکت (ناحیه بنشوف)
لوکت (به چکی: Loket) یک منطقهٔ مسکونی در جمهوری چک است که در ناحیه بنشوو واقع شده‌است.